# Araneus strandiellus
Araneus strandiellus är en spindelart som beskrevs av Dmitry Evstratievich Kharitonov 1951. Araneus strandiellus ingår i släktet Araneus och familjen hjulspindlar. Inga underarter finns listade i Catalogue of Life.